# Таба-Холо
Таба-Холо (англ. Thaba-Kholo) — одна з місцевих громад, що розташована в районі Таба-Цека, Лесото. Населення місцевої громади у 2006 році становило 10 241 особу.